# Mälardalens kontrakt
Mälardalens kontrakt var ett kontrakt i Västerås stift. Det ombildades/uppgick 2007 i Södra Västmanlands kontrakt.

## Administrativ historik
Kontraktet bildades 1995 av Köpings-Arboga kontrakt och delar av Munktorps kontrakt. 

## Ingående församlingar
Från köpings-Arboga kontrakt
- Arboga stadsförsamling som 2006 uppgick i Arbogabygdens församling
- Arboga landsförsamling som 2006 uppgick i Arbogabygdens församling
- Götlunda församling  som 2006 uppgick i Arbogabygdens församling
- Himmeta församling från 1995 Himmeta-Bro församling
- Medåkers församling som 2006 uppgick i Arbogabygdens församling
- Västra Skedvi församling
- Kung Karls församling som 2006 uppgick i Kungsörs församling
- Torpa församling som 2006 uppgick i Kungsörs församling
- Björskogs församling som 2006 uppgick i Kungsörs församling
- Kungs-Barkarö församling som 2006 uppgick i Kungsörs församling
- Köpings församling
- Kolsva församling

Från Munktorps kontrakt
- Munktorps församling
- Odensvi församling